# Landesregierung Stix I
- SPÖ: 4
- ÖVP: 3

Die Landesregierung Stix I unter Landeshauptmann Karl Stix (SPÖ) bildet die Burgenländische Landesregierung von der Wahl durch den Burgenländischen Landtag in der XVI. Gesetzgebungsperiode am 18. Juli 1991 bis zur Angelobung der Landesregierung Stix II am 27. Juni 1996.
Die Burgenländische Landesregierung setzte sich nach der Landtagswahl 1991 wieder aus sieben Mitglieder zusammen, von denen die Sozialdemokratische Partei Österreichs (SPÖ) vier Vertreter und die Österreichische Volkspartei (ÖVP) drei Mitglieder stellte. Statt des bisherigen Landeshauptmanns Johann Sipötz wurde der vormalige Landesrat Karl Stix zum Landeshauptmann gewählt. Als Landesrat rückte Hermann Fister nach. Im Übrigen blieb das Regierungsteam gegenüber der vorangegangenen Amtsperiode zunächst unverändert. Am 18. März 1993 legte jedoch Josef Schmidt (SPÖ) sein Mandat zurück, für ihn wurde am selben Tag der bisherige Landtagsabgeordnete Josef Tauber gewählt. Am 21. April 1993 legte auch Landeshauptmann-Stellvertreter Franz Sauerzopf (ÖVP) sein Amt nieder, für ihn wurde am Folgetag sein Parteifreund und Landtagsabgeordneter Gerhard Jellasitz angelobt. Nach der Berufung in die Bundesregierung Vranitzky III legte Christa Krammer ihr Amt am 16. März 1994 als Landesrätin nieder. Für sie wurde am 24. März 1994 Christa Prets zur Landesrätin gewählt. 

## Regierungsmitglieder
| Amt                                                     | Name               | Partei | Zuständigkeitsbereiche                                                 |
| ------------------------------------------------------- | ------------------ | ------ | ---------------------------------------------------------------------- |
| Landeshauptmann                                         | Karl Stix          | SPÖ    |                                                                        |
| Landeshauptmann-Stellvertreter                          | Gerhard Jellasitz  | ÖVP    |                                                                        |
| Landesrätin                                             | Hermann Fister     | SPÖ    | Wohnbauförderung, Raumplanung, Krankenanstalten, Dorferneuerung, Sport |
| Landesrätin                                             | Christa Prets      | SPÖ    |                                                                        |
| Landesrat                                               | Josef Tauber       | SPÖ    |                                                                        |
| Landesrat                                               | Eduard Ehrenhöfler | ÖVP    |                                                                        |
| Landesrat                                               | Paul Rittsteuer    | ÖVP    |                                                                        |
| Vorzeitig ausgeschiedene Mitglieder der Landesregierung |                    |        |                                                                        |
| Landesrätin                                             | Christa Krammer    | SPÖ    |                                                                        |
| Landesrat                                               | Josef Schmidt      | SPÖ    |                                                                        |
| Landeshauptmann-Stellvertreter                          | Franz Sauerzopf    | ÖVP    |                                                                        |